# ويلز فارجو أرينا (دي موين، أيوا)
ويلز فارجو أرينا (بالإنجليزية: Wells Fargo Arena)‏ هي ساحة متعددة الأغراض في وسط مدينة دي موين، آيوا، الولايات المتحدة. كجزء من مركز فعاليات أيوا، تم افتتاح الساحة في 12 يوليو 2005 بتكلفة 117 مليون دولار. سميت على اسم الراعي الرئيسي وِلز فارجو، واستبدلت الساحة مركز مؤتمرات اتحاد الائتمان المجتمعي القديم كمكان أساسي في منطقة دي موين للأحداث الرياضية والحفلات الموسيقية. بدءًا من 1 يوليو 2025، سيتم تغيير اسم ويلز فارجو أرينا إلى مركز كيسي للراعي الرئيسي الجديد متاجر كيسي العامة.

## وصلات خارجية
- Wells Fargo Arena Information